# 淡輪ニサンザイ古墳

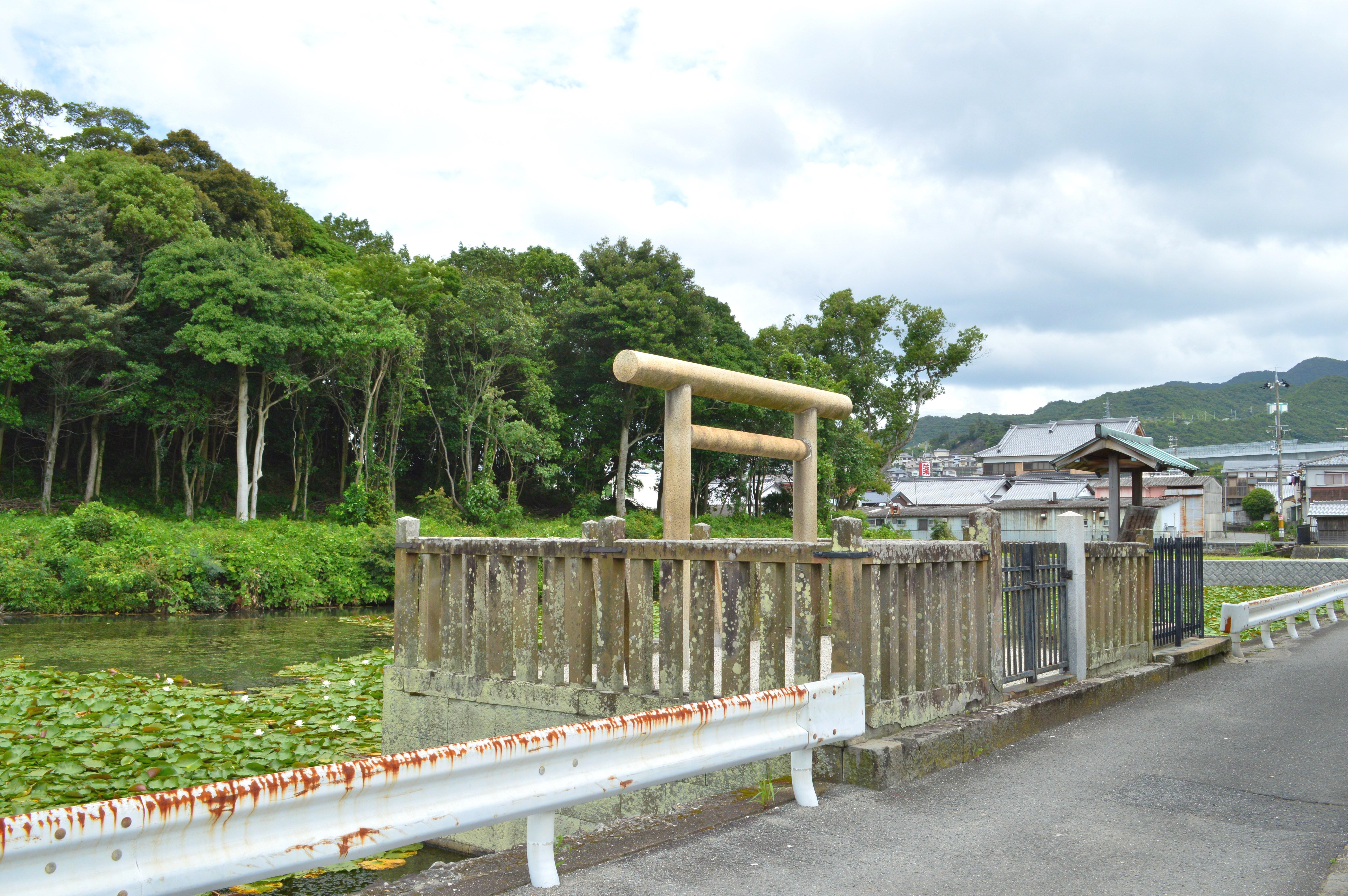
五十瓊敷入彦命宇度墓 拝所

淡輪ニサンザイ古墳（たんのわニサンザイこふん）は、大阪府泉南郡岬町淡輪にある古墳。形状は前方後円墳。淡輪古墳群を構成する古墳の1つ。
実際の被葬者は明らかでないが、宮内庁により「宇度墓（うどのはか）」として第11代垂仁天皇皇子の五十瓊敷入彦命の墓に治定されている。名称は「宇度墓古墳（うどはかこふん/うどばかこふん）」とも。

## 概要
大阪府の最南端、大阪湾に面した台地上に築造された古墳である。800メートルほど西にある西陵古墳（国の史跡、墳丘長210メートル）、および西陵・淡輪ニサンザイの中間にあった西小山古墳（ホタテ貝型古墳、墳丘径50mに造り出し）などとともに、淡輪古墳群を形成する。名称の「ニサンザイ」は「ミササギ（陵）」の転訛と考えられており、この呼称をもつ古墳は関西に複数ある。現在は宮内庁の治定墓として同庁の管理下にあるが、2014年度（平成26年度）には墳丘の発掘調査が実施されている。
墳形は前方後円形で、前方部を西南西方に向ける。墳丘は3段築成。墳丘長は現存で173メートルを測るが、後世に削られており、築造時点では約180メートルであったと推測される。外部施設として、墳丘南側・北側の両くびれ部には方形の造出が認められる。墳丘外表には葺石が葺かれ、加えて須恵質の円筒埴輪列、家・盾・キヌガサ・鳥などの埴輪が認められている。埴輪の一部は淡輪独特の技法を有し、それらは「淡輪系埴輪」と称される。内部施設（埋葬施設）は明らかでない。墳丘周囲には周濠が2重に巡らされている（現在は1重目のみ残存）。この周濠付近の後円部外周部分には陪塚7基が分布し、うち6基が現存し主墳同様に宮内庁の管理下にある。
この淡輪ニサンザイ古墳は、出土埴輪より古墳時代中期の5世紀中-後半頃の西暦440年-460年頃の築造と推定される。5世紀中頃に限って築造された淡輪古墳群の大型古墳3基（西陵古墳・西小山古墳・淡輪ニサンザイ古墳）のうちでは、西陵古墳に次ぎ西小山古墳と同時期の築造で、本古墳の築造をもって当地での大型古墳の築造は終焉する。これら岬町の大型古墳群では円筒埴輪に独特の技法（淡輪技法）が見られるが、同様の技法は和歌山平野の木ノ本古墳群（和歌山市木ノ本）にも見られることから、淡輪古墳群は紀伊勢力（紀氏）との強い関わりの中で成立したと考えられている。

## 遺跡歴
- 1875年（明治8年）3月8日、玉田山を五十瓊敷入彦命宇度墓に治定[2]。
- 1879年（明治12年）2月7日、玉田山の治定を取り消し[2]。
- 1880年（明治13年）12月28日、淡輪ニサンザイ古墳を五十瓊敷入彦命宇度墓に治定[2]。
- 1981-1982年（昭和56-57年）、南側隣接地の発掘調査。2重周濠確認（大阪府教育委員会）[2]。
- 1983年度（昭和58年度）、石垣改修工事・柵設置・飛地ろ号保護工事に伴う事前調査。埴輪出土（宮内庁書陵部）[2]。
- 1984年度（昭和59年度）、石垣改修工事に伴う立会調査。埴輪出土（宮内庁書陵部）[2]。
- 2012年度（平成24年度）、濠内堆積土除去工事に伴う立会調査。遺構・遺物の確認なし（宮内庁書陵部）[2]。
- 2014年度（平成26年度）、墳丘の整備工事に伴う事前調査。墳丘規模推定や埴輪出土（宮内庁書陵部）[2]。

## 墳丘

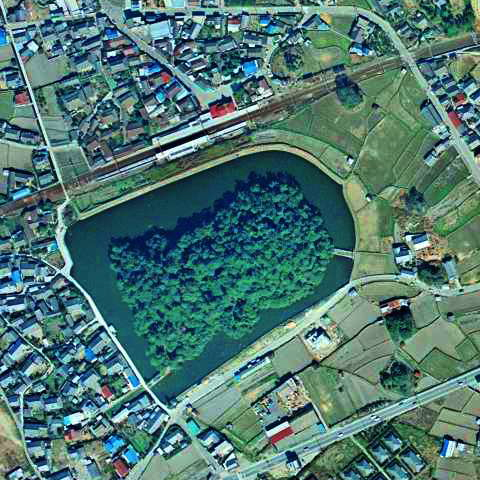
淡輪ニサンザイ古墳の空中写真（1975年）

墳丘の規模は次の通り（括弧内の数値は推定復原値）。
- 墳丘長：173メートル（約180メートル）
- 後円部 - 3段築成。
  - 直径：約93メートル（約102メートル）
  - 高さ：約13.5メートル
- 前方部 - 3段築成。
  - 幅：約111メートル（約122メートル）
  - 高さ：約12.25メートル
- 造出
  - 南造出 - 2段築成。
    - 東西約24メートル×南北約21メートル（東西約26.7メートル×南北約21メートル、高さ約3.5メートル）

  - 北造出 - 上面は非現存。
    - 東西約20メートル×南北約11メートル

墳丘周囲には水濠が巡らされているが、この濠の波浪により墳丘の裾部が削られており、括弧内はそれを加味して復原した場合の推定値になる。
3段築成の墳丘は、1段目・2段目に比べて3段目が著しく高いという特徴を示す。1段目途中までは地山の削出から、その上では盛土から構成される。地山の作出は造出でも認められることから、造出は墳丘本体と同時期の築造とされる。この南・北造出では埋葬施設または副葬品埋納施設の存在が推定されており、特に南造出での調査では造出が壇状施設（通常は前方部墳頂で見られる）として機能した可能性が指摘されている。

## 被葬者
淡輪ニサンザイ古墳の実際の被葬者は明らかでないが、宮内庁では第11代垂仁天皇皇子の五十瓊敷入彦命（いにしきいりひこのみこと）にの墓に治定している。この五十瓊敷入彦命の墓について『日本書紀』『古事記』に記載はないが、『延喜式』諸陵寮では和泉国日根郡に所在する「宇度墓」として見え、兆域は東西3町・南北3町、守戸3烟で遠墓としている。しかし中世には荒廃して所在が失われ、明治7年（1874年）に『泉州志』の記載に基づき玉田山に定められたが、明治13年（1880年）に淡輪ニサンザイ古墳に改められている。ただし本古墳に治定された明確な根拠はない。
考古学的には、岬町の大型前方後円墳2基はいずれも当地の経済力のみで築造されたと考えにくいことから、これらの築造において紀伊勢力（紀氏）の関与が想定される。特に『日本書紀』雄略天皇9年条に「田身輪邑（たむわのむら = 淡輪村）」に葬られたと見える、5世紀後半の将軍の紀小弓（きのおゆみ）に比定する説もある。
そのほか、『和泉志』では紀小弓の墓とする説を挙げ、『泉州志』では西陵古墳・宇度墓古墳のどちらか一方を紀小弓の墓としてもう一方を紀船守（きのふなもり）の墓とする説を挙げる。ただし、この紀船守は8世紀の人物（731年-792年）になる。

## 陪塚
古墳には後円部を取り囲むように陪塚7基があったといわれる。現在は6基が現存し、宮内庁により宇度墓の陪冢に治定されている。

## 交通アクセス
- 鉄道：南海電気鉄道（南海電鉄）南海本線 淡輪駅 （南へ徒歩すぐ）